# Experiment Alcatraz
Pour plus de détails, voir Fiche technique et Distribution.
Experiment Alcatraz est un film américain réalisé par Edward L. Cahn, sorti en 1950.

## Synopsis
Un médecin qui teste des drogues sur des condamnés qui sont exposés à des isotopes radioactifs, se retrouve impliqué dans une enquête sur un meurtre.

## Fiche technique
- Réalisation : Edward L. Cahn
- Scénario : Orville H. Hampton
- Musique : Irving Gertz
- Lieu de tournage : Hollywood, Californie
- Image : Jackson Rose
- Montage : Philip Cahn
- Durée : 57 minutes
- Dates de sortie : 
  - États-Unis : 21 novembre 1950

## Distribution
- John Howard : Dr. Ross Williams
- Joan Dixon : Lt. Joan McKenna
- Walter Kingsford : Dr. J.P. Finley
- Lynne Carter : Ethel Ganz
- Robert Shayne : Barry Morgan
- Kim Spalding : Duke Shaw
- Sam Scar : Eddie Ganz
- Kenneth MacDonald (en) : Col. Harris
- Dick Cogan : Dan Staley
- Frank Cady : Max Henry
- Byron Foulger : Jim Carlton
- Ralph Peters : Bartender
- Lewis Martin : Asst. District Attorney Walton
- Harry Lauter : Richard 'Dick' McKenna
- Raymond Largay : Warden Keaton